# Контенвоар
Контенвоар (фр. Continvoir) је насељено место у Француској у региону Центар, у департману Ендр и Лоара.
По подацима из 2011. године у општини је живело 470 становника, а густина насељености је износила 11,41 становника/km².

## Демографија
| 1962. | 1968. | 1975. | 1982. | 1990. | 2011. |
| ----- | ----- | ----- | ----- | ----- | ----- |
| 605   | 570   | 439   | 479   | 420   | 470   |